# Chu Tuyền
Chu Tuyền (tiếng Trung: 周璇; bính âm: Zhōu Xuán;  tên khai sinh: Tô Phác; phồn thể: 蘇璞; giản thể: 苏璞; bính âm: Sū pú; 1 tháng 8 năm 1920 – 22 tháng 9 năm 1957) là một ca sĩ và ngôi sao điện ảnh nổi tiếng bậc nhất người Trung Quốc. Bà là một trong Thất đại ca tinh vang danh một thời.

## Tiểu sử
Chu Tuyền quê ở Thường Châu, gia đình có truyền thống là học giả, bà được cha mẹ đặt tên là Tô Phác. Khi còn nhỏ, Chu Tuyền bị người cậu nghiện ngập bắt cóc đem bán tại quận Kim Đàn, sau này khi lên sáu bà được một người họ Chu nhận làm con nuôi. Kể từ đó bà sống ở Chu gia với và đổi tên thành Chu Tiểu Hồng.
Năm 1932 Chu Tiểu Hồng gia nhập đoàn ca múa Minh Nguyệt và chính thức đổi tên mới thành Chu Tuyền. Tại đây bà hết mình thể hiện khả năng của bản thân. Năm 1934, Chu Tuyền ra mắt với ca khúc Năm tháng như gió, bài hát đã thu hút được sự quan tâm đông đảo của giới nghệ sĩ cũng như gây nên tiếng vang lớn trong làng giải trí Hoa ngữ thủa bấy giờ. Nhờ giọng hát ngọt ngào, tuyệt đẹp, Chu Tuyền được mệnh danh là "kim tảng tử" (金嗓子).
Năm 15 tuổi, Chu Tuyền đánh dấu bước ngoặt mới trong sự nghiệp khi thành công lấn sân sang điện ảnh với bộ phim Phong ba đời người con gái. Sự nghiệp ngày càng nở rộ, Chu Tuyền nhanh chóng đứng trong hàng ngũ các đại minh tinh hàng đầu tại Thượng Hải.
Năm 1957, bà qua đời tại Thượng Hải trong một nhà thương điên ở tuổi 37.

## Tác phẩm

### Ca nhạc
- Đêm Thượng Hải
- Ngày nào quân lại đến
- Thiên nhai ca nữ
- Ngư dân nữ
- Sáng sớm đáng yêu
- Bốn mùa ca
- Vĩnh viễn mỉm cười
- Tân đối hoa
- Dặn dò
- Ngõ hẹp chi xuân
- Vạt áo bên trên một đóa hoa
- Ngũ nguyệt đích phong
- Thải tân lang
- Tinh tâm tương ấn
- Xuân chi Thần
- Thế giới điên cuồng
- Nguyệt viên hoa hảo
- Tống Quân
- Hạp gia hoan
- Hoa dạng niên hoa
- Chớ phụ thanh xuân
- Tiền đồ vạn dặm
- Hoa ngoại lưu oanh
- Lá vàng múa gió thu
- Tiểu tiểu động phòng
- Ngân hoa phi
- Thần tình yêu tiễn
- Tri âm nơi nào tìm
- Nhai đầu nguyệt
- Phượng Hoàng vu phi
- Tống đại ca
- Khảo hồng
- Thiên trường địa cửu
- Ca nữ chi ca
- Tố nỗi lòng
- Chủng hoa ca
- Dưới ánh trăng cầu nguyện
- Long Hoa hoa đào
- Bất biến đích tâm
- Cô nương tiêu xài một chút
- Trạm gác cao bên trên
- lang thị phong nhi tả thị lãng
- Khúc ngủ ngon
- Từ mẫu tâm
- Bán tạp hoá
- Chung Sơn xuân
- Hai con đường bên trên
- Chán ghét sáng sớm
- Ba năm ly biệt lại gặp lại
- Tô Tam hái trà
- Hoa nở chờ người đến
- Ức lương nhân
- Bốn mùa tương tư

### Phim
- Cuồng hoan chi dạ  (1935)
- Mã lộ thiên sử (1937)
- Tây Sương Ký (1940)
- Mạnh Lệ Quân (1940)
- Hồng Lâu Mộng (1944)
- Quán ăn đêm (1947)
- Trường tương tư (1947)
- Thanh cung bí sử (1948)
- Hoa ngoại lưu oanh(1948)
- Ca nữ chi ca (1948)
- Chớ phụ thanh xuân (1949)
- Hoa nhai (1950)